# Scopula nigrocellata
Scopula nigrocellata là một loài bướm đêm trong họ Geometridae.